# Tren Blindado
Tren Blindado (tiếng Tây Ban Nha có nghĩa là đoàn tàu bọc thép) là di tích quốc gia, công viên tưởng niệm và bảo tàng Cách mạng Cuba, tọa lạc ở thành phố Santa Clara, Cuba. Công trình do chính tay nhà điêu khắc người Cuba José Delarra tạo ra ngay tại địa điểm này và để tưởng nhớ vụ bắt giữ một đoàn tàu bọc thép vào ngày 29 tháng 12 năm 1958, trong trận chiến Santa Clara.

## Tổng quan
Tren Blindado tọa lạc trên đường Avenida Liberación thuộc phường Bengochea, ngay sau khu bảo dưỡng toa tàu của ga Santa Clara, gần một đường ngang. Đài tưởng niệm này nằm giữa tuyến đường sắt Havana-Camagüey-Santiago và sông Cubanicay. Đài tưởng niệm bao gồm công viên điêu khắc ngoài trời, cây cột tháp đá dành riêng cho Che Guevara và một tượng đài tượng trưng cho chiếc máy ủi mà Guevara và những người lính của ông dùng làm trật bánh tàu hỏa. Những toa tàu bị trật bánh được cải tạo làm phòng của bảo tàng.

## Sự kiện lịch sử

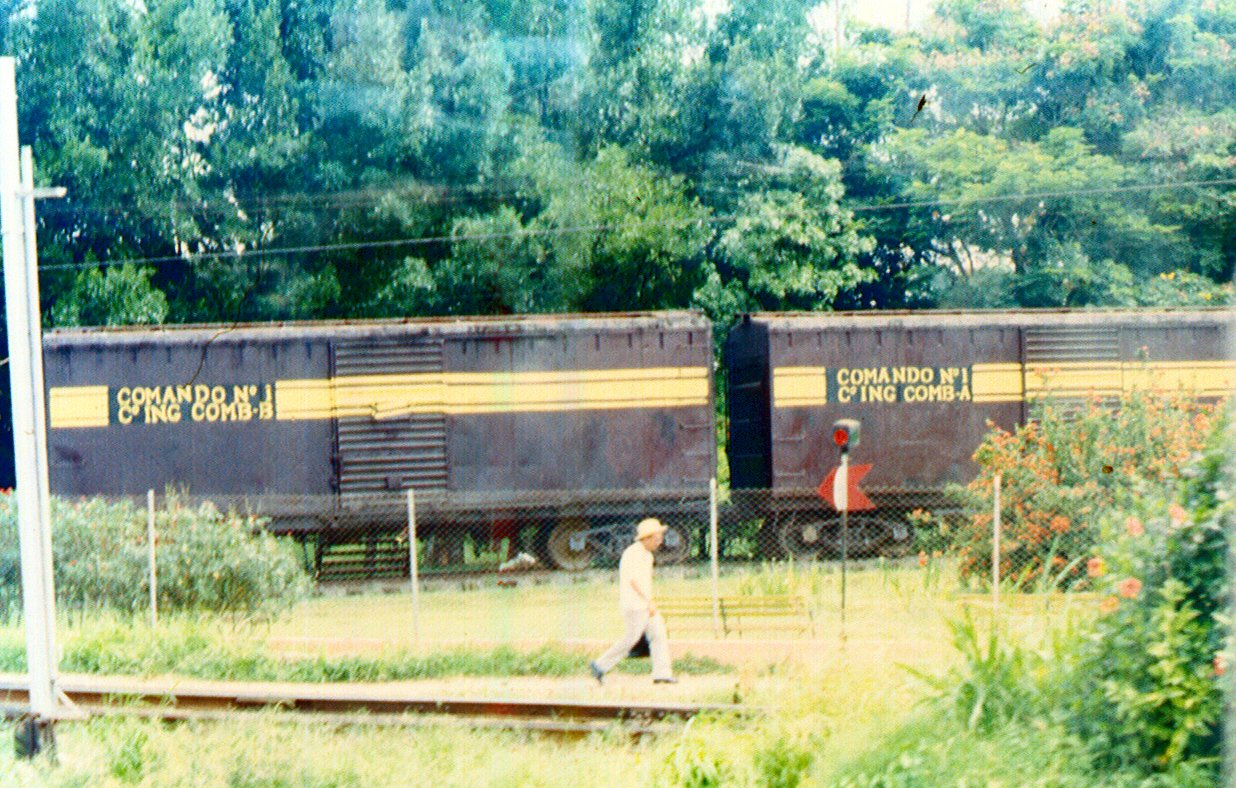
Bố cục cũ của công viên này cho thấy những toa xe có màu sơn nâu sẫm khác nhau (năm 1984).

Việc bắt giữ được đoàn tàu diễn ra sau khi chiếm được toàn bộ Santa Clara. Nhờ chiến thắng cuối cùng này, thành phố vẫn được gọi là "thành phố của những chiến binh du kích anh hùng". Sau khi Fidel Castro chiếm được Santa Clara, Batista muốn tạo ra bước ngoặt trong trận chiến và chiến tranh. Nhằm cố gắng đánh bại đội quân cách mạng dưới sự lãnh đạo của Fidel Castro, Batista cho điều động một đoàn tàu bọc thép từ La Habana vào ngày 23 tháng 12 năm 1958. Đoàn tàu lớn có hai đầu máy diesel và mười bảy toa hàng bốn trục và xe chở quân do Mỹ sản xuất. Đoàn tàu chở 373 binh lính vũ trang, đạn dược và lương thực đủ dùng trong hai tháng.
Ngày hôm sau, đoàn tàu vừa đến Santa Clara và dừng lại ở chân đồi Loma del Capiro. Ba ngày sau, mười tám du kích dưới sự chỉ huy của Ernesto "Che" Guevara đã tấn công đoàn tàu. Khi đám sĩ quan cố gắng di chuyển đoàn tàu đến một vị trí tốt hơn, Guevara bèn làm trật bánh đoàn tàu bằng cách ủi 30 mét đường ray. Sau nhiều giờ chiến đấu dữ dội, quân du kích đã chiếm được vũ khí và đạn dược. Cuối cùng, đám sĩ quan đối phương đành phải đầu hàng vào buổi tối. Nhiều binh sĩ quân nổi dậy làm bạn và kết thân với những người lính mà họ đã chiến đấu chỉ vài giờ trước đó.

## Hình ảnh

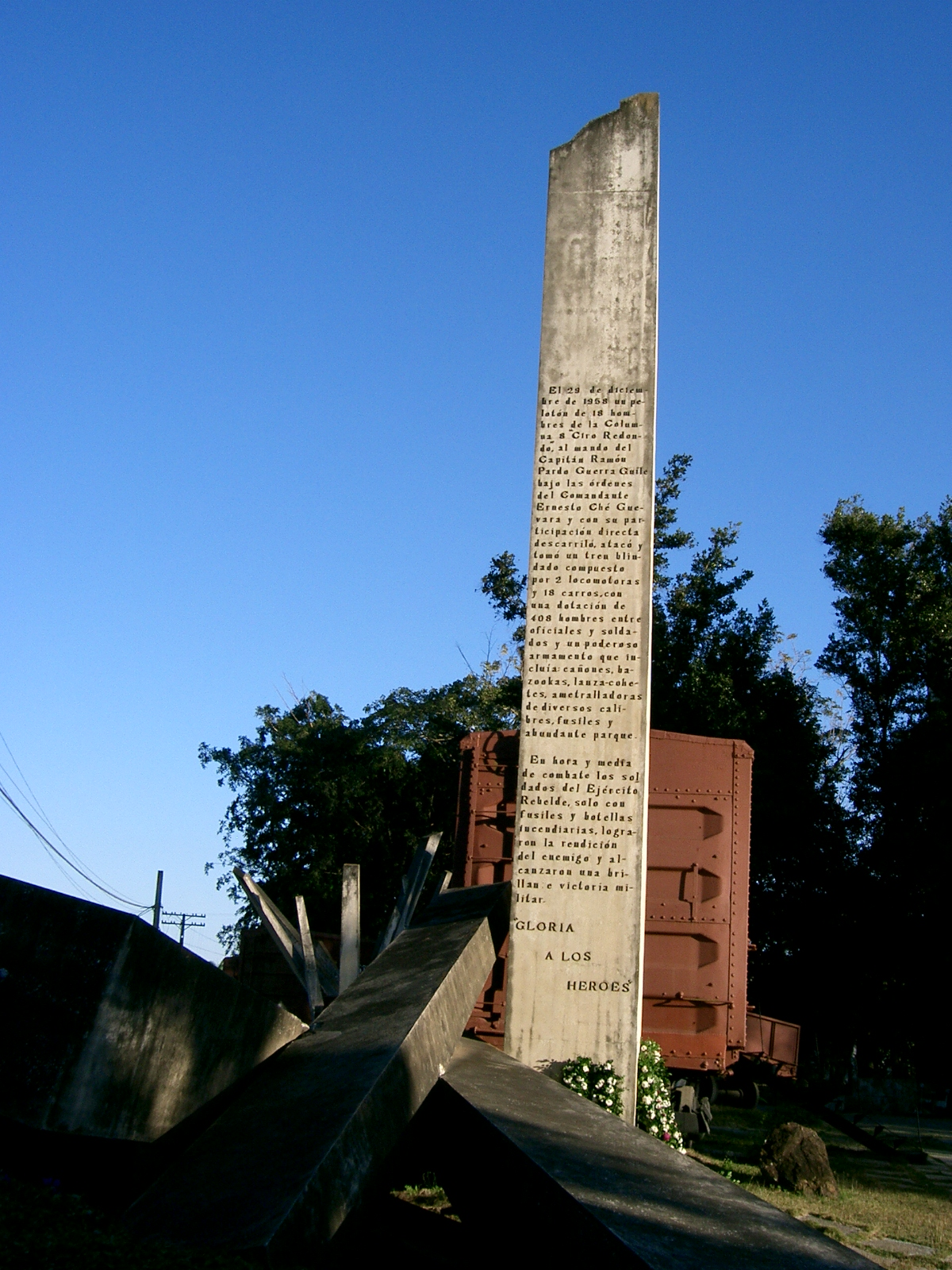
"Tháp đá Che Guevara"
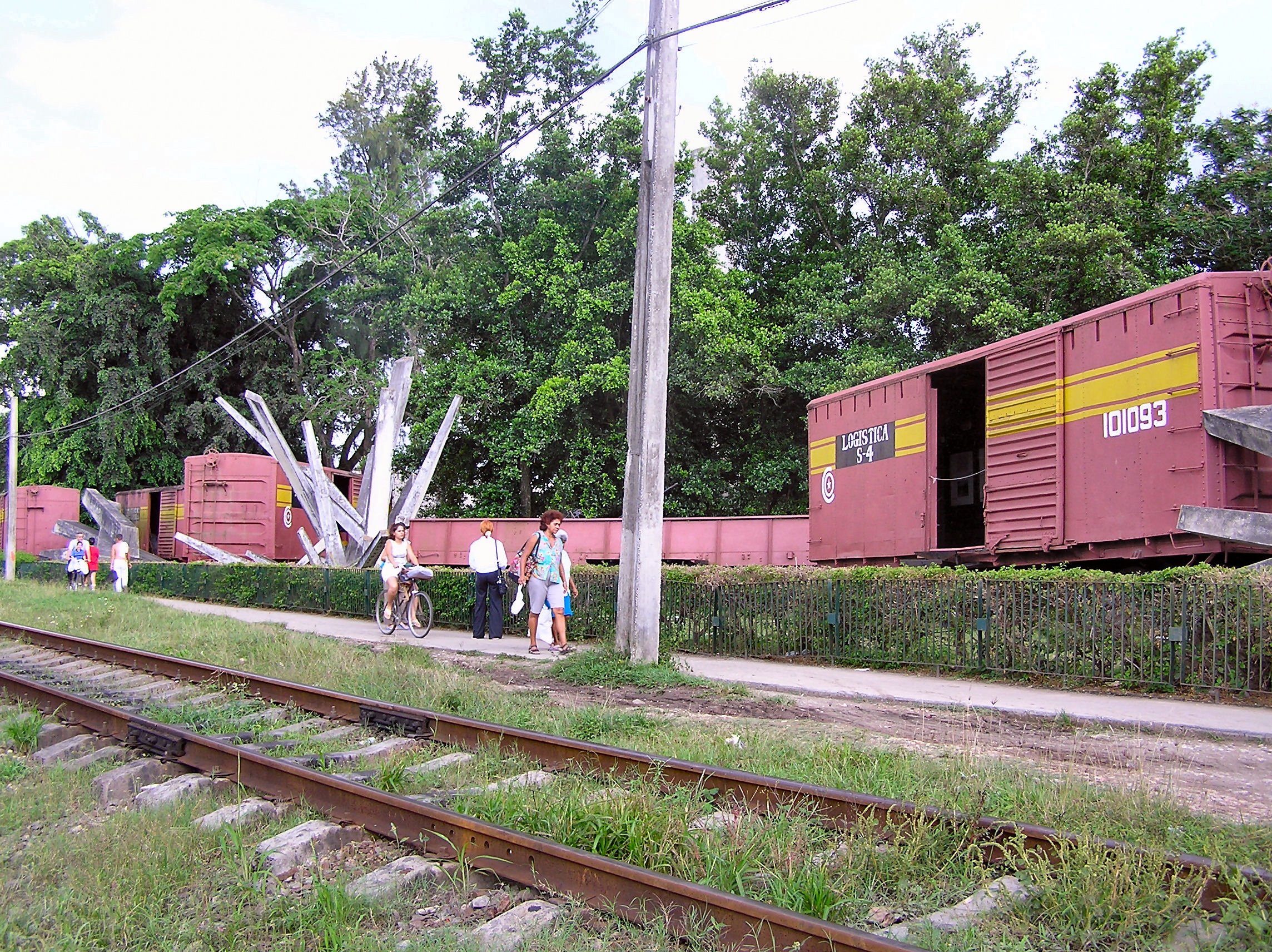
Quang cảnh đài tưởng niệm từ tuyến đường sắt Havana-Santiago
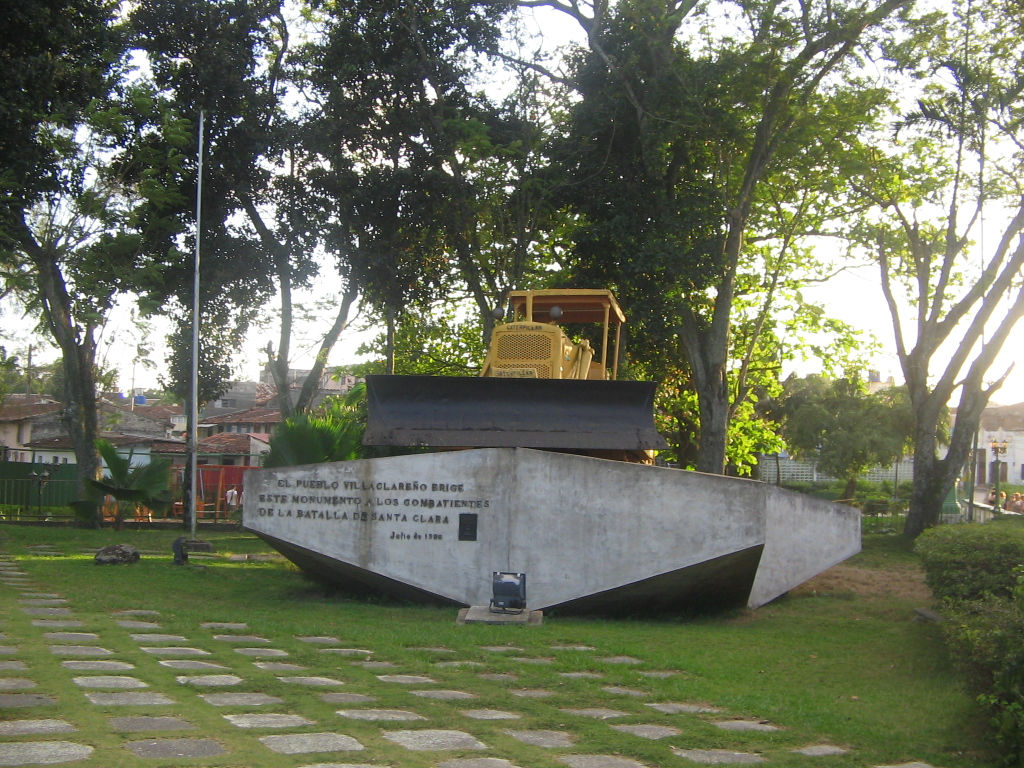
Đài tưởng niệm máy ủi
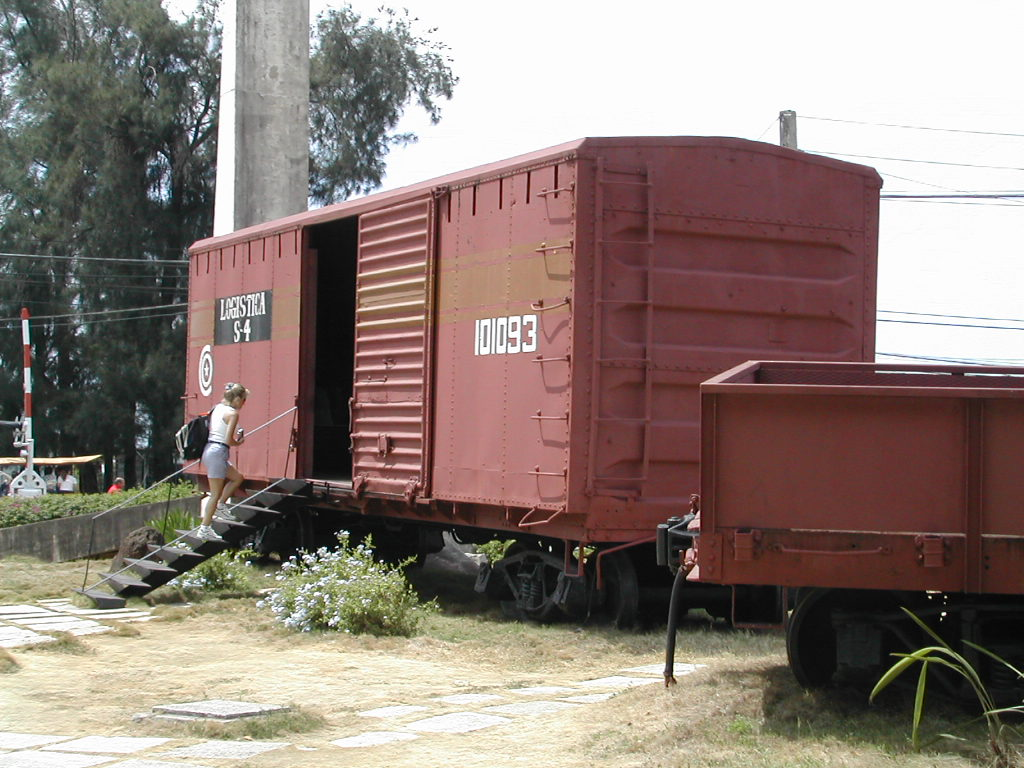
Lối vào toa tàu bọc thép

## Truyền thông
Những sự kiện xung quanh Tren Blindado được mô tả qua ít nhất hai bộ phim của hãng phim lớn:
- Cuba, bộ phim chính kịch của Mỹ năm 1979 do Richard Lester đạo diễn và có sự tham gia diễn xuất của Sean Connery.[5]
- Che (Phần 1: The Argentine), bộ phim chính kịch của Mỹ/Pháp/Tây Ban Nha năm 2008 do Steven Soderbergh đạo diễn và có sự tham gia diễn xuất của Benicio del Toro.